# Llista d'asteroides/133301–133400
| Nom      | Designació provisional | Data de descobriment | Lloc de descobriment | Descobridor/s  |
| -------- | ---------------------- | -------------------- | -------------------- | -------------- |
| 133301 - | 2003 SX43              | 16 de setembre, 2003 | Anderson Mesa        | LONEOS         |
| 133302 - | 2003 SM45              | 16 de setembre, 2003 | Anderson Mesa        | LONEOS         |
| 133303 - | 2003 SR45              | 16 de setembre, 2003 | Anderson Mesa        | LONEOS         |
| 133304 - | 2003 SZ45              | 16 de setembre, 2003 | Anderson Mesa        | LONEOS         |
| 133305 - | 2003 SG46              | 16 de setembre, 2003 | Anderson Mesa        | LONEOS         |
| 133306 - | 2003 SB49              | 18 de setembre, 2003 | Palomar              | NEAT           |
| 133307 - | 2003 SZ51              | 18 de setembre, 2003 | Palomar              | NEAT           |
| 133308 - | 2003 SK52              | 18 de setembre, 2003 | Palomar              | NEAT           |
| 133309 - | 2003 SF57              | 16 de setembre, 2003 | Kitt Peak            | Spacewatch     |
| 133310 - | 2003 SO57              | 16 de setembre, 2003 | Kitt Peak            | Spacewatch     |
| 133311 - | 2003 SY57              | 16 de setembre, 2003 | Kitt Peak            | Spacewatch     |
| 133312 - | 2003 SC66              | 18 de setembre, 2003 | Socorro              | LINEAR         |
| 133313 - | 2003 SO69              | 17 de setembre, 2003 | Kitt Peak            | Spacewatch     |
| 133314 - | 2003 SS74              | 18 de setembre, 2003 | Kitt Peak            | Spacewatch     |
| 133315 - | 2003 SE76              | 18 de setembre, 2003 | Kitt Peak            | Spacewatch     |
| 133316 - | 2003 SO81              | 19 de setembre, 2003 | Kitt Peak            | Spacewatch     |
| 133317 - | 2003 SX81              | 17 de setembre, 2003 | Kitt Peak            | Spacewatch     |
| 133318 - | 2003 SQ84              | 21 de setembre, 2003 | Anderson Mesa        | LONEOS         |
| 133319 - | 2003 SX86              | 17 de setembre, 2003 | Socorro              | LINEAR         |
| 133320 - | 2003 SB87              | 17 de setembre, 2003 | Socorro              | LINEAR         |
| 133321 - | 2003 SE88              | 18 de setembre, 2003 | Campo Imperatore     | CINEOS         |
| 133322 - | 2003 SF88              | 18 de setembre, 2003 | Campo Imperatore     | CINEOS         |
| 133323 - | 2003 SL88              | 18 de setembre, 2003 | Campo Imperatore     | CINEOS         |
| 133324 - | 2003 SY90              | 18 de setembre, 2003 | Socorro              | LINEAR         |
| 133325 - | 2003 SL92              | 18 de setembre, 2003 | Palomar              | NEAT           |
| 133326 - | 2003 SA93              | 18 de setembre, 2003 | Palomar              | NEAT           |
| 133327 - | 2003 SD93              | 18 de setembre, 2003 | Kitt Peak            | Spacewatch     |
| 133328 - | 2003 SN93              | 18 de setembre, 2003 | Kitt Peak            | Spacewatch     |
| 133329 - | 2003 SC94              | 18 de setembre, 2003 | Palomar              | NEAT           |
| 133330 - | 2003 SJ95              | 19 de setembre, 2003 | Palomar              | NEAT           |
| 133331 - | 2003 SQ95              | 19 de setembre, 2003 | Palomar              | NEAT           |
| 133332 - | 2003 SR95              | 19 de setembre, 2003 | Palomar              | NEAT           |
| 133333 - | 2003 SX97              | 19 de setembre, 2003 | Socorro              | LINEAR         |
| 133334 - | 2003 SK98              | 19 de setembre, 2003 | Kitt Peak            | Spacewatch     |
| 133335 - | 2003 SW98              | 19 de setembre, 2003 | Haleakala            | NEAT           |
| 133336 - | 2003 SR102             | 20 de setembre, 2003 | Socorro              | LINEAR         |
| 133337 - | 2003 SM103             | 20 de setembre, 2003 | Socorro              | LINEAR         |
| 133338 - | 2003 SQ103             | 20 de setembre, 2003 | Socorro              | LINEAR         |
| 133339 - | 2003 SN104             | 20 de setembre, 2003 | Haleakala            | NEAT           |
| 133340 - | 2003 SX105             | 20 de setembre, 2003 | Palomar              | NEAT           |
| 133341 - | 2003 SK106             | 20 de setembre, 2003 | Socorro              | LINEAR         |
| 133342 - | 2003 SL106             | 20 de setembre, 2003 | Haleakala            | NEAT           |
| 133343 - | 2003 SJ107             | 20 de setembre, 2003 | Palomar              | NEAT           |
| 133344 - | 2003 SK107             | 20 de setembre, 2003 | Palomar              | NEAT           |
| 133345 - | 2003 SR108             | 20 de setembre, 2003 | Palomar              | NEAT           |
| 133346 - | 2003 SZ109             | 20 de setembre, 2003 | Palomar              | NEAT           |
| 133347 - | 2003 SJ110             | 20 de setembre, 2003 | Palomar              | NEAT           |
| 133348 - | 2003 SX110             | 20 de setembre, 2003 | Palomar              | NEAT           |
| 133349 - | 2003 SK117             | 16 de setembre, 2003 | Kitt Peak            | Spacewatch     |
| 133350 - | 2003 SM117             | 16 de setembre, 2003 | Kitt Peak            | Spacewatch     |
| 133351 - | 2003 SK123             | 18 de setembre, 2003 | Socorro              | LINEAR         |
| 133352 - | 2003 SZ123             | 18 de setembre, 2003 | Goodricke-Pigott     | R. A. Tucker   |
| 133353 - | 2003 SG124             | 18 de setembre, 2003 | Palomar              | NEAT           |
| 133354 - | 2003 SX124             | 18 de setembre, 2003 | Črni Vrh             | Črni Vrh       |
| 133355 - | 2003 SV125             | 19 de setembre, 2003 | Socorro              | LINEAR         |
| 133356 - | 2003 SJ126             | 19 de setembre, 2003 | Kitt Peak            | Spacewatch     |
| 133357 - | 2003 SS127             | 20 de setembre, 2003 | Desert Eagle         | W. K. Y. Yeung |
| 133358 - | 2003 SY127             | 20 de setembre, 2003 | Socorro              | LINEAR         |
| 133359 - | 2003 SC128             | 20 de setembre, 2003 | Socorro              | LINEAR         |
| 133360 - | 2003 SH129             | 20 de setembre, 2003 | Črni Vrh             | Črni Vrh       |
| 133361 - | 2003 SS131             | 18 de setembre, 2003 | Kitt Peak            | Spacewatch     |
| 133362 - | 2003 SK132             | 19 de setembre, 2003 | Kitt Peak            | Spacewatch     |
| 133363 - | 2003 SJ134             | 18 de setembre, 2003 | Palomar              | NEAT           |
| 133364 - | 2003 SS136             | 19 de setembre, 2003 | Campo Imperatore     | CINEOS         |
| 133365 - | 2003 SA140             | 18 de setembre, 2003 | Campo Imperatore     | CINEOS         |
| 133366 - | 2003 SB141             | 19 de setembre, 2003 | Palomar              | NEAT           |
| 133367 - | 2003 SK141             | 19 de setembre, 2003 | Palomar              | NEAT           |
| 133368 - | 2003 SO142             | 20 de setembre, 2003 | Socorro              | LINEAR         |
| 133369 - | 2003 SC143             | 20 de setembre, 2003 | Socorro              | LINEAR         |
| 133370 - | 2003 SD143             | 20 de setembre, 2003 | Socorro              | LINEAR         |
| 133371 - | 2003 SG144             | 19 de setembre, 2003 | Palomar              | NEAT           |
| 133372 - | 2003 SR145             | 20 de setembre, 2003 | Palomar              | NEAT           |
| 133373 - | 2003 SJ147             | 20 de setembre, 2003 | Palomar              | NEAT           |
| 133374 - | 2003 SM148             | 16 de setembre, 2003 | Socorro              | LINEAR         |
| 133375 - | 2003 SB149             | 16 de setembre, 2003 | Kitt Peak            | Spacewatch     |
| 133376 - | 2003 SU149             | 17 de setembre, 2003 | Socorro              | LINEAR         |
| 133377 - | 2003 SL150             | 17 de setembre, 2003 | Socorro              | LINEAR         |
| 133378 - | 2003 SD152             | 19 de setembre, 2003 | Anderson Mesa        | LONEOS         |
| 133379 - | 2003 SL153             | 19 de setembre, 2003 | Anderson Mesa        | LONEOS         |
| 133380 - | 2003 SM153             | 19 de setembre, 2003 | Anderson Mesa        | LONEOS         |
| 133381 - | 2003 SW153             | 19 de setembre, 2003 | Anderson Mesa        | LONEOS         |
| 133382 - | 2003 ST154             | 19 de setembre, 2003 | Anderson Mesa        | LONEOS         |
| 133383 - | 2003 SA156             | 19 de setembre, 2003 | Anderson Mesa        | LONEOS         |
| 133384 - | 2003 SK156             | 19 de setembre, 2003 | Anderson Mesa        | LONEOS         |
| 133385 - | 2003 SP156             | 19 de setembre, 2003 | Anderson Mesa        | LONEOS         |
| 133386 - | 2003 SV156             | 19 de setembre, 2003 | Anderson Mesa        | LONEOS         |
| 133387 - | 2003 SD157             | 19 de setembre, 2003 | Anderson Mesa        | LONEOS         |
| 133388 - | 2003 SP159             | 22 de setembre, 2003 | Kitt Peak            | Spacewatch     |
| 133389 - | 2003 SA160             | 20 de setembre, 2003 | Socorro              | LINEAR         |
| 133390 - | 2003 SL160             | 22 de setembre, 2003 | Kitt Peak            | Spacewatch     |
| 133391 - | 2003 SD162             | 18 de setembre, 2003 | Kitt Peak            | Spacewatch     |
| 133392 - | 2003 SN162             | 19 de setembre, 2003 | Kitt Peak            | Spacewatch     |
| 133393 - | 2003 SO162             | 19 de setembre, 2003 | Socorro              | LINEAR         |
| 133394 - | 2003 SV162             | 19 de setembre, 2003 | Kitt Peak            | Spacewatch     |
| 133395 - | 2003 SB163             | 19 de setembre, 2003 | Kitt Peak            | Spacewatch     |
| 133396 - | 2003 SK163             | 19 de setembre, 2003 | Kitt Peak            | Spacewatch     |
| 133397 - | 2003 SC164             | 20 de setembre, 2003 | Anderson Mesa        | LONEOS         |
| 133398 - | 2003 SV164             | 20 de setembre, 2003 | Anderson Mesa        | LONEOS         |
| 133399 - | 2003 SJ165             | 20 de setembre, 2003 | Anderson Mesa        | LONEOS         |
| 133400 - | 2003 SX166             | 22 de setembre, 2003 | Kitt Peak            | Spacewatch     |